# Хайнрих Рантцау
Хайнрих Рантцау (на немски: Heinrich Rantzau; Heinrich Ranzow; Pseudonym: Christianus Cilicius Cimber; * 11 март 1526 в дворец Щайнбург в Зюдерау; † 1 декември 1598 в дворец Брайтенбург) е благородник от Рантцау в Южен Шлезвиг-Холщайн, държавник, хуманист, географ, астролог, автор, финансов и политически съветник на датските крале и датски щатхалтер/„produx cimbricus“ (1556 – 1598) в кралската част на Шлезвиг-Холщайн. Наричан е „Кристианус Циликиус Цимбер“.
Той е най-големият син на Йохан Рантцау (1492 – 1565) и съпругата му племенницата му Анна Валстроп (ок. 1505 – 1582), дъщеря на Герт Валстроп († 1500) и Катерина Рантцау в Нойдорф.
Родът Рантцау принадлежи към най-богатите и влиятелни фамилии на Шлезвиг-Холщайн, през 16 и 17 век е собственик на ок. 70 имоти в страната.
Хайнрих започва на 12 години да следва в университет Витенберг. С по-макият му братовчед Даниел Рантцау (1529 – 1569) той посещава къщата на Мартин Лутер. От 1548 г. той и братовчед му са в свитата на Адолф I фон Шлезвиг-Холщайн-Готорп в двора на император Карл V.
Крал Кристиан III прави младия Хайнрих през 1554 г. на кралски съветник и на 1 март 1556 г. също негов щатхалтер (produx) в херцогствата Шлезвиг и Холщайн.
Хайнрих Рантцау умира на 72 години на 1 декември 1598 г. в дворец Брайтенбург.

## Фамилия
Хайнрих Рантцау се жени на 23 октомври 1554 г. за Кристина фон Хале (* 11 декември 1533 в дворец Раден; † 26 юли 1603 в дворец Брайтенбург), наследничка на Дракенбург и Ринтелн, дъщеря на Франц фон Хале-Дракенбург-Ринтелн (1509 – 1553) и Кристина Рамел († 1533). Тя има зестра четири тона злато, в над 400 000 гулден за заложени документи.
Те имат дванадест деца, седем сина и пет дъщери, от които седем умират след родителите си:
- Франтц Рантцау (* 28 август 1555; † 21 февруари 1612), господар на Шьонвайде, женен на 4 октомври 1584 г. за Анна Розенкрантц (* 12 май 1566; † 18 октомври 1618)
- Брайде Рантцау (1556 – 1618), 1602. г. щатхалтер на Копенхаген, женен 1579 г. за София Еириксдотер Розенкрантц
- Герд/Герхард Рантцау (* 18 октомври 1558, Зегеберг; † 18/28 януари 1627, Копенхаген), датски щатхалтер в кралската част на Шлезвиг-Холщайн (1600 – 1627), женен 1613 г. за Доротря фон Брокдорф († 1630)
- Магдалена Рантцау (* 22 ноември 1559; † 21 ноември 1635, Кил), омъжена 1573 г. за Клауз фон Алефелдт (1543 – 1616)
- Теодор Рантцау (1562 – 1573)
- Йохан, умира на 16 г. от чума като студент в Хайделберг
- Фридрих, на 30 г. на френска служба, нападнат, ограбен и убит от крадци
- Кай, умира от чума, на 29 г. на дипломатическа мисия
- Катарина Рантцау (1563 – 1587), омъжена на 28 януари 1582 г. за Фридрих фон Алефелдт (1551 – 1607)
- Олегард Рантцау (1565 – 1619), омъжена 1582 г. за Бенедикт фон Алефелдт (1546 – 1606)
- Елизабет Рантцау (* 4 юни 1567; † 1 януари/6 февруари 1646), омъжена на 7 май 1587 г. за Кай фон Рантцау (1566 – 1607)
- Маргарета фон Рантцау (* 18 октомври 1568; † 5 януари 1629), омъжена на 13 октомври 1583 г. за Балтазар фон Алефелд (1559 – 1626)

## Произведения
- Christianus Cilicius Cimber (= Heinrich Rantzau): Belli Dithmarsici descriptio. Basel: Regius 1570. Straßburg: Bernhard Jobin 1574. Wieder abgedruckt in Albert Krantz: Regnorum Aquilonarium Chronica. Frankfurt: Wechel 1575 and 1583. Neu herausgegeben, eingeleitet und übersetzt von Fritz Felgentreu, Schleswig: Landesarchiv Schleswig-Holstein 2005 ISBN 3-931292-78-9.
- ed. Theophilus Sylvius: Catalogus imperatorum. Antwerpen: Plantin 1580. Leipzig: Steinmann 1581. Leipzig: Deffner 1584. Dritte Ausgabe unter dem Titel Exempla quibus astrologiae certitudo comprobatur. Köln: Cholinus 1585.
- De somniis. Rostock: Myliander 1591, zuvor veröffentlicht in Rantzaus Epitaphia in obitum patris, Leipzig 1584, und in Michael Boiemus’ Historia de somniis eorumque eventibus, Wittenberg 1587.
- De conservanda valetudine. Leipzig: Steinmann 1576. Oft wiederaufgelegt und übersetzt. Erste deutsche Ausgabe VD 16 R 229, Weiss 3103, Leipzig Steinmann für Wittich, 1585.
- Commentarius Bellicus. Frankfurt a. M.: Palthenius 1595.
- Epitaphia in obitum patris. Leipzig: (Deffner) 1584.
- De origine Cimbrorum. 1594., Vorher abgedruckt in: Peter Lindeberg: Hedysmata. Hamburg: Steinbach 1592.
- Ranzovianum Calendarium. Hamburg: Wolff 1590. Vermehrte Zweitauflage: Diarium sive Calendarium Romanum (secunda editio). Wittenberg: Axinus 1593, auch unter dem Titel: Opusculum astronomicum. Wittenberg: Axinus 1593. Hamburg: Jandechius 1594. Hamburg: Lucius 1596. Leipzig 1596.
- Tractatus astrologicus. Frankfurt a. M.: Wechel 1593. Wittenberg: Meissner 1594.
- Cimbricae Chersonesi descriptio nova. Abgedruckt in E. J. v. Westphalen: Monumenta inedita rerum Germanicarum … I, Leipzig 1739. Neuausgabe mit deutscher Übersetzung von Hans Braunschweig in Heinrich Rantzau (1526 – 1598), Königlicher Statthalter in Schleswig und Holstein. Ein Humanist beschreibt sein Land. Ausstellungskatalog Schleswig: Landesarchiv Schleswig-Holstein 1999 (= Veröffentlichungen des Schleswig-Holsteinischen Landesarchivs. 64) 1999, ISBN 3-931292-57-6.